# Andrei Jewgenjewitsch Snessarew

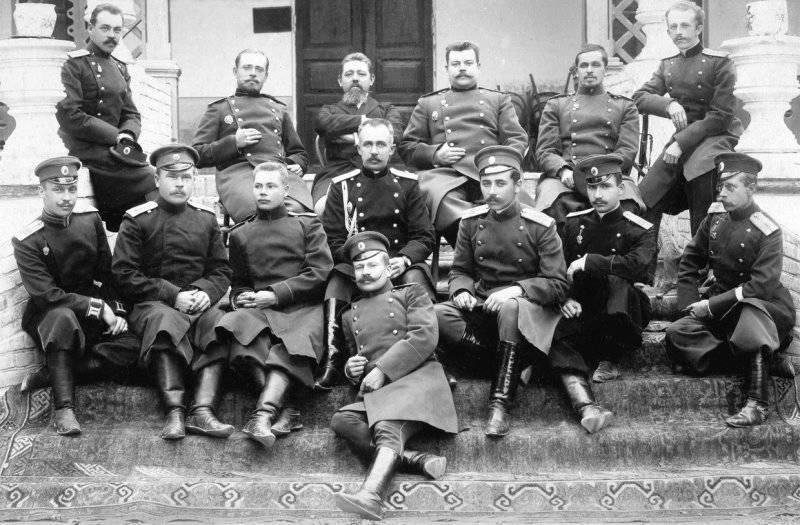
Andrei Snessarew (Mitte, 2. Reihe) als Stabskapitän während seines Dienstes im Turkestanischen Militärbezirk des Russischen Kaiserreiches (1901–1903)

Andrei Jewgenjewitsch Snessarew (russisch Андрей Евгеньевич Снесарев; wissenschaftliche Transliteration Andrej Evgen'evič Snesarev, * 1. Dezemberjul. / 13. Dezember 1865greg. im Dorf Staraja Kalitwa, Rajon Ostrogoschsk, Gouvernement Woronesch; † 4. Dezember 1937 in Moskau) war ein Offizier, zuletzt Generalleutnant in der Kaiserlich Russischen Armee, später Militärspezialist und Militärführer in der Roten Armee. Darüber hinaus war er Militärtheoretiker, Militärgeograph und Mitglied der Russischen Geographischen Gesellschaft. Internationale Bekanntheit erlangte er postum als der Militärspezialist, der im Jahr 1918 im Russischen Bürgerkrieg neben Josef Stalin die Verteidigung von Zarizyn durch die Rote Armee leitete. Aufgrund seiner für die Entwicklung der Roten Armee wertvollen Arbeit in den 1920er Jahren wurde er 1928 mit dem Orden Held der Arbeit, dem Vorläufer des Ordens Held der sozialistischen Arbeit, ausgezeichnet. Im Januar 1930 wurde Snessarew verhaftet und zweimal in verschiedenen Militärgerichtsverfahren zum Tode verurteilt, daraufhin von Stalin begnadigt und schließlich zu 10 Jahren Lagerhaft verurteilt. In Lagern des Gulag inhaftiert, erlitt er dort mehrere Schlaganfälle, die 1934 zu seiner vorzeitigen Haftentlassung führten. Snessarew erholte sich nicht mehr von der Lagerhaft und verstarb 1937 in einem Krankenhaus. Nach dem Tod Stalins wurde Snessarew 1958 postum juristisch rehabilitiert.
Die stark vom Imperialismus des Russischen Kaiserreiches geprägten militärtheoretischen Arbeiten Snessarews fanden ab den 2000er Jahren stärkere Beachtung bei der Entwicklung gegenwärtiger russischer Militärpolitik.

## Biografie
Snessarew stammte aus der Familie eines orthodoxen Priesters. Insgesamt hatte er acht Geschwister. Er besuchte von 1872 bis 1875 die Pfarrschule im Dorf Kamyschewskaja (1872–1875), dann von 1875 bis 1882 das Nischne-Tschirskaja Progymnasium, dann das Gymnasium „Matwei Iwanowitsch Platow“ in Nowotscherkassk, der Hauptstadt der Oblast des Donkosaken-Heeres, das er 1884 mit einer Silbermedaille abschloss. In den folgenden vier Jahren studierte Snessarew an der Fakultät für Physik und Mathematik der Kaiserlichen Universität Moskau (heute Lomonossow-Universität Moskau) und schloss 1888 sein Studium mit Auszeichnung ab. Er erhielt den Titel Kandidat für reine Mathematik, dem Graduierungssystem des Russischen Kaiserreiches entsprechend etwa einem heutigen Master of Science. Der Titel seiner Abschlussarbeit über die Infinitesimalrechnung lautete (dt. etwa) „Untersuchung unendlich kleiner Werte“ (russisch Исследование бесконечно малых величин).

### Frühe Militärkarriere
Nach dem Abschluss des Studiums musste Snessarew einen sechsmonatigen Wehrdienst ableisten, den er am 17. August als Freiwilliger im 1. Leibgrenadier-Regiment Seiner Majestät Alexander II. in Jekaterinoslaw (heute Dnipro, Ukraine) antrat. Am 1. September 1888 begann er eine einjährige Ausbildung in der infanteristischen Alexejew-Militärschule in Moskau. Am 25. Februar 1889 wurde Snessarew zum Unteroffizier befördert. Nach dem mit Auszeichnung bestandenen Abschluss der Infanterieschule wurde er zum Podporutschik befördert. Danach leistete Snessarew sieben Jahre lang Dienst im 1. Leibgrenadier-Regiment in Jekaterinoslaw. Nach einer fehlgeschlagenen Bewerbung für eine Ausbildung an der Nikolajew-Militäringenieurakademie in Sankt Petersburg bestand Snessarew 1896 das Auswahlverfahren für die kaiserliche Nikolajew-Generalstabsakademie in Sankt Petersburg. 1899 hatte er alle Kurse der Generalstabsakademie mit Auszeichnung bestanden, wurde zum Stabskapitän befördert und zum Generalstab der Kaiserlich Russischen Armee versetzt.

### Militärgeografischer Dienst in Turkestan
In den folgenden vier Jahren war Snessarew dem Turkestanischen Militärbezirk (russisch ТуркВО, TurkWO) des Russischen Kaiserreiches zugeordnet, dessen Hauptquartier sich in Taschkent (heute Usbekistan) befand. In dieser Zeit nahm er vom Juni 1899 bis zum April 1900 an einer militärgeografischen und diplomatischen Expedition im Kontext des Britisch-Russischen Konflikts um die Vorherrschaft in Zentralasien in das damals britische Nordindien teil, die vom russischen Kriegsminister Alexei Nikolajewitsch Kuropatkin persönlich initiiert wurde. Bei diesem riskanten Unternehmen durchquerte die russische Delegation von Taschkent aus das Pamir-Gebirge und den nördlichen Hindukusch (über das Hunza-Tal). Die weitere Route führte über Srinagar, Murree und Rawalpindi zum Sommersitz des britischen Vizekönigs in Shimla. Aufgrund der damaligen politischen Lage wurde die russische Militärexpedition von der britisch-indischen Armee genau überwacht. Snessarew war für einen großen Teil der Reise Delegationsleiter und traf als diplomatische Person verschiedene ranghohe Persönlichkeiten Britisch-Indiens, unter anderem auch den Vizekönig George Curzon. Nach diesem Zusammentreffen reiste die russische Delegation, deren geheimer Auftrag die Erkundung der tatsächlichen Stärke der britischen Kolonialtruppen in Indien war, weiter nach Lahore, Amritsar, Delhi, Agra und Kalkutta um von dort aus mit dem Schiff nach Odessa (heute Ukraine) in das Russische Kaiserreich zurückzukehren.
In der Zeit nach der Expedition war Snessarew mit der Erstellung von Berichten für den russischen Generalstab und wissenschaftlicher Artikel über die durchquerten Regionen beschäftigt. Zusätzlich nahm er an einer Inspektionsreise in die südwestlichen Gebiete des Siebenstromlands (heute Kirgisistan) teil. Im Sommer des Jahres 1901 führte Snessarew eine zweimonatige Inspektionsreise in den Pamir durch, wobei er sich auf die Grenzregionen zu Afghanistan und China konzentrierte. Im gleichen Jahr begab sich Snessarew für vier Monate nach London, um dort in der British Museum Library sein aus eigener Beobachtung gewonnenes Wissen über den indischen Subkontinent weiter zu vertiefen. Der Zweck der Bemühungen Snessarews war hierbei die Vorbereitung eines Vordringens des Russischen Kaiserreichs auf den indischen Subkontinent.
Bis zum Jahr 1903 erstellte Snessarew eine zweibändige militär-geografische Abhandlung mit dem Titel (dt. etwa) “Der Nordindische Kriegsschauplatz: eine militärgeografische Beschreibung” (russisch Северо-Индийский театр: военно-географическое описание.), in der beispielsweise eine drei Kapitel umfassende Analyse der Region Kaschmir enthalten war, deren militärische Bedeutung Snessarew erfasst hatte. Anhand der Materialien aus Indien und Großbritannien verfasste er im Jahr 1906 die Abhandlung (dt. etwa) “Indien als Hauptfaktor der zentralasiatischen Frage: Der Blick der Einwohner Indiens auf die Briten und ihre Herrschaft” (russisch Индия как главный фактор в средне-азиатском вопросе: взгляд туземцев Индии на англичан и их управление), in der Snessarew unter anderem die Indische Unabhängigkeitsbewegung näher betrachtete.
Während seiner Dienstzeit in Turkestan lernte Snessarew auch den späteren General Kornilow kennen und war mit ihm befreundet.

### Russischer Generalstab
Aufgrund der sehr sorgfältigen Durchführung der ihm gestellten Aufträge stieg Snessarew jetzt schnell in den Rängen der Kaiserlich-Russischen Armee auf. Im Dezember 1904 wurde er zum Oberstleutnant befördert und nach Sankt Petersburg versetzt, wo er verschiedene Positionen eines Referenten innerhalb des Generalstabs der Kaiserlich-Russischen Armee innehatte. Aufgrund seiner Spezialisierung auf den zentralasiatischen Raum war er in die militärischen Ereignisse des für Russland ungünstig verlaufenden Russisch-Japanischen Krieges (Februar 1904 – Juli 1905) nicht involviert. Stattdessen wurde im März 1905 auf Initiative Snessarews hin eine ständige Kommission zum Studium Afghanistans und Indiens geschaffen, auf deren Sitzungen unter anderem die Möglichkeit und der Erfolg des Befreiungsfeldzugs Russlands in Britisch-Indien und die Nutzung Afghanistans als Bereitstellungsraum der russischen Armee in einem Kampf mit Großbritannien erörtert wurden.
In dieser Zeit unterrichtete Snessarew Militärgeografie an Nikolai-Kavallerieschule in Sankt Petersburg. 1908 wurde Snessarew zum Oberst befördert. 1909 erhielt er das Kommando eines Bataillons des 3. finnischen Infanterie-Regiments. 1910 wurde der zum Stabschef der aus berittenen Kosaken des Don-, Kuban- und Terek-Kosakenheeres kombinierten 2. Kosakendivision. 1913 wurde er zum Vorsitzenden der russischen Delegation der Internationalen Kommission zur Kontrolle der russisch-österreichischen Grenze ernannt.

### Erster Weltkrieg

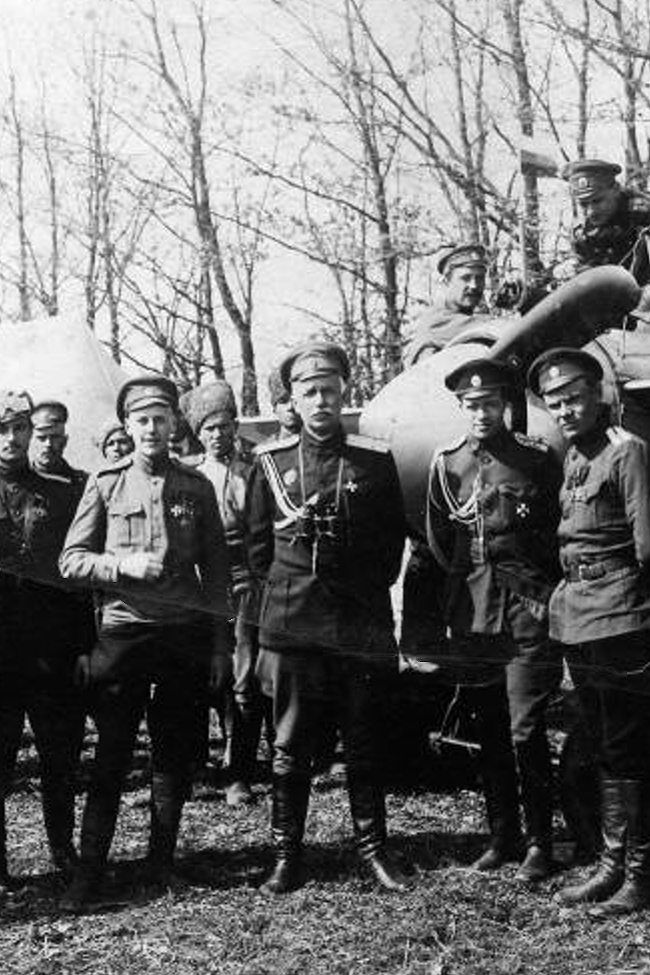
Generalmajor Snessarew während einer Inspektion des 7. Jagdgeschwaders. (März 1917)

Zu Beginn des Ersten Weltkriegs nahm Snessarew mit der 2. kombinierten Kosakendivision an der Eroberung der damals zu Österreich-Ungarn gehörenden Ortschaft Butschatsch am 15. August 1914 teil, wofür er später mit dem Orden des Heiligen Wladimir in der III. Klasse ausgezeichnet wurde. Am 30. Oktoberjul. / 12. November 1914greg. wurde Snessarew das Kommando über das 133. Infanterieregiment der 34. russischen Infanteriedivision übertragen. Während der Belagerung von Przemyśl gelang es dem unter dem Kommando Snessarews befindlichen 133. Infanterieregiment vom 21. Novemberjul. / 4. Dezember 1914greg. bis zum 23. Novemberjul. / 6. Dezember 1914greg. bei Posada Rybotycka einen Angriff österreichisch-ungarischer Truppen in Richtung von Przemyśl abzuwehren. Hierfür wurde Snessarew mit dem Orden des Heiligen Georg IV. Klasse ausgezeichnet. Am 23. Dezember 1915 wurde Snessarew zum Generalmajor befördert. Im Februar des Jahres 1916 wurde Snessarew Stabschef der 12. russischen Infanteriedivision, die dem XII. Korps der 9. russischen Armee zugeordnet war. Während der Brussilow-Offensive wurde er für Kampferfolge am 28. Maijul. / 10. Juni 1916greg. und am 12. Junijul. / 25. Juni 1916greg. mit dem Annenorden I. Klasse mit Schwertern und dem Sankt-Stanislaus-Orden I. Klasse mit Schwertern ausgezeichnet. Im September 1916 wurde Snessarew vorübergehend zum Kommandeur der 64. Infanteriedivision innerhalb des XVIII. Korps ernannt, die zu diesem Zeitpunkt in Rumänien bei Cârlibaba im stationiert war. (→Rumänischer Kriegsschauplatz) Snessarews Einheit verhinderte am 24. Oktoberjul. / 6. November 1916greg. einen Durchbruch der angreifenden Mittelmächte auf das verbliebene nördliche Gebiet Rumäniens. Hierfür wurde Snessarew mit dem Orden des Heiligen Georg III. Klasse ausgezeichnet. Im November und Dezember 1916 hatte Snessarews Einheit als Folge der verlustreichen Kämpfe kaum noch 30 Prozent ihres Mannschaftsbestands.

### Revolutionsjahr 1917
Nach der Februarrevolution wurde Snessarew zum Stabschef des XII. Armeekorps und am 5. Apriljul. / 18. April 1917greg. zum Kommandeur der 159. russischen Infanteriedivision ernannt. Snessarew hatte auch nach der Februarrevolution unbestrittene Autorität über seine Untergebenen, obwohl die Kaiserlich-Russische Armee nach der Entmachtung des Zaren rasch zerfiel. Die Ernennung seines Freundes Kornilow zum Befehlshaber des in den kommenden Monaten politisch-militärisch entscheidenden Petrograder Militärbezirks im April 1917 betrachtete er skeptisch. (→Juliaufstand) Nach dem Scheitern des Kornilow-Putsches wurde Snessarew, der sich aus dem politischen Geschehen herausgehalten hatte, am 7. Septemberjul. / 20. September 1917greg. zum Kommandeur des IX. Armeekorps ernannt. Im Oktober 1917 wurde er kurz vor der Oktoberrevolution der Bolschewiki zum Generalleutnant befördert. Nach der Oktoberrevolution wurde er im November 1917 aus dem Militärdienst entlassen und zog zu seiner Familie in das Gouvernement Woronesch.

### Russischer Bürgerkrieg
Nach dem Abschluss des für Sowjetrussland sehr nachteiligen Friedensvertrages von Brest-Litowsk am 3. März 1918 wurde auf dem in der Folge einberufenen VII. Parteitag der KPR(b) die Einführung der Wehrpflicht und der Aufbau der Roten Armee beschlossen. Leo Trotzki wurde am 14. März 1918 zum Volkskommissar für das Kriegswesen ernannt und begann ehemalige Offiziere der Kaiserlich-Russischen Armee als Militärspezialisten in den Aufbau der Roten Armee zu integrieren. Snessarew, der mit zunehmender Besorgnis die Entwicklung der Lage Sowjetrusslands im Gouvernement Woronesch verfolgt hatte, reiste aufgrund eines Telegramms von General Michail Bontsch-Brujewitsch am 30. April 1918 nach Moskau, um sich dort als Militärspezialist zur Verfügung zu stellen. Snessarew wurde nach seiner Ankunft am 12. Mai 1918 mit der Führung des neu geschaffenen Militärbezirks Nordkaukasus beauftragt, dessen Hauptzweck die Abwehr der nach Südrussland vorrückenden deutschen Truppen war. Zu diesem Zweck schlug er dem Obersten Kriegsrat unter Trotzki erfolglos am 19. Mai die Schaffung einer nach dem Muster der Kaiserlich-Russischen Armee organisierten neutralen Sonderarmee vor.

#### Verteidigung von Zarizyn

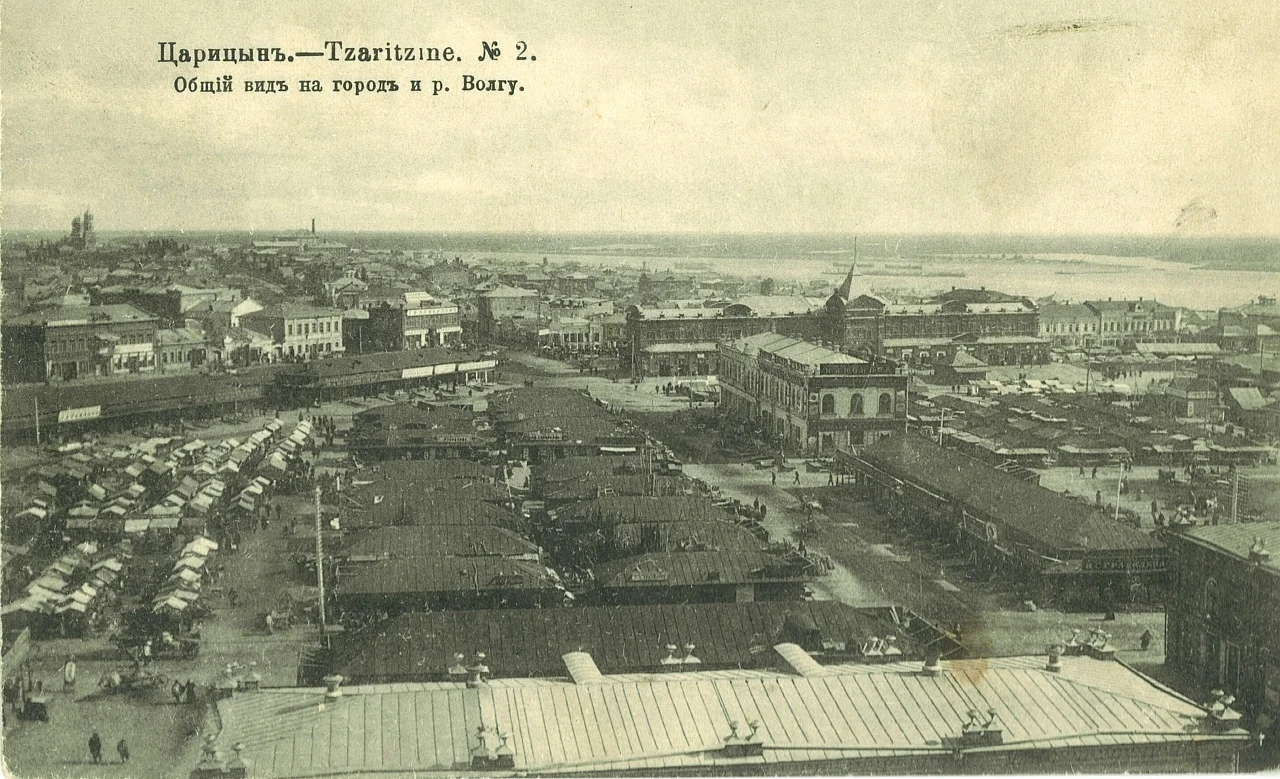
Ansichtskarte der Stadt Zarizyn (vor 1917)

Vom 26. Mai bis in zum 19. Juli 1918 übte Snessarew die Funktion des Befehlshabers des Nordkaukasischen Militärbezirks aus, wobei er laut den Erinnerungen des späteren Marschalls der Sowjetunion Budjonny weiterhin die Uniform eines Generalleutnants der Kaiserlich-Russischen Armee trug. Das Hauptquartier des Militärbezirks befand sich in der südrussischen Stadt Zarizyn (heute Wolgograd). Snessarew versuchte gemäß seiner in Moskau geäußerten Ideen in seinem Zuständigkeitsbereich reguläre Einheiten nach dem Vorbild der Kaiserlich-Russischen Armee aufzustellen und erfahrene Offiziere in den Militärbezirk zu holen. Er hatte aber sehr mit den chaotischen Zuständen innerhalb der Stadt zu kämpfen. Ab dem 6. Juni 1918 geriet Snessarew in einen heftigen Konflikt mit Josef Stalin, der, von Lenin mit der Beschaffung von Getreide aus Südrussland beauftragt, sofort nach seiner Ankunft sämtliche Kompetenzen inklusive der militärischen Führung an sich riss. Stalin war nicht bereit, sich von “Militärspezialisten” und ehemaligen zaristischen Offizieren Vorschriften machen zu lassen und begegnete Snessarew und den ihm nach Zarizyn gefolgten ehemaligen zaristischen Offizieren mit dem größten Misstrauen und offener Feindseligkeit. Hierdurch entstand eine Parallelführung der Truppen der Roten Armee. Unter diesen erschwerten Bedingungen arbeitete Snessarew bis in den Juli 1918 einen Plan zur Verteidigung der Stadt aus, der in Teilen auch umgesetzt wurde. Während dieser Zeit schrieb Stalin, der mit Hilfe der lokalen Tscheka ein Schreckensregiment in Zarizyn errichtete, unentwegt Beschwerden an Lenin. Deren Inhalt zielte politisch auf die Schwächung von Leo Trotzkis Machtstellung als Volkskommissar für das Kriegswesen ab, was Stalin durch auf die Entfernung Snessarews und aller anderen Militärspezialisten aus der Stadt zu erreichen versuchte. Wo immer möglich mischte sich Stalin in die Belange des Nordkaukasischen Militärbezirks ein, beispielsweise durch die Ernennung von Kliment Woroschilow zum Kommandeur aller um Zarizyn stationierten Verbände der Roten Armee. Bis Mitte Juli 1918 versammelte das Hauptquartier des nordkaukasischen Militärbezirks unter der Leitung von Snessarew alle verfügbaren Kräfte der Roten Armee im Gebiet von Zarizyn, die bis zum Beginn der Belagerung auf 39.465 Kämpfer und 240 Geschütze und 13 Panzerzüge anwuchsen und damit den angreifenden weißen Kosakeneinheiten der Donarmee deutlich überlegen waren. Snessarew verfasste seinerseits Beschwerden über die mangelhafte Disziplin der Roten Garden, so etwa über Woroschilow, den er als völlig ungeeignet für die Führung einer Einheit der Roten Armee ansah.
Nachdem Stalins Eingaben nach Moskau unbeantwortet geblieben waren, schritt er eigenmächtig zur Tat und ließ am 19. Juli 1918 Snessarew und alle anderen Militärspezialisten unter der Anschuldigung der Sabotage verhaften. Die meisten Militärspezialisten wurden unter unmenschlichen Bedingungen auf einem Schiff auf der Wolga eingesperrt (russisch царицынская баржа), das wenig später versenkt wurde. Snessarew selbst wurde nicht auf dem Schiff festgehalten und entging durch das Eingreifen des Obersten Kriegsrates diesem Schicksal. Eine Untersuchungskommission unter der Leitung von Iwan Akulow wurde von Trotzki nach Zarizyn entsandt und befreite Snessarew sofort zusammen mit den Offizieren Nossowitsch und Kowalewski aus dem Gefängnis der Tscheka. In der Zwischenzeit übernahm Stalin am 24. Juli 1918 die volle Kontrolle über den Nordkaukasischen Militärbezirk und ordnete eine erfolglose Offensive in Richtung Süden an, die aufgrund eines Gegenangriffs der Donarmee Anfang August 1918 abgebrochen werden musste, womit die Nahrungsmittelreserven des Kaukasus für Sowjetrussland auf absehbare Zeit unerreichbar blieben. In seinem Schreiben an Lenin vom 4. August 1918 schob Stalin die Verantwortung für sein Scheitern komplett Snessarew zu. Dies hatte für Snessarew vorläufig keine weiteren Auswirkungen mehr, da er vom Obersten Kriegsrat aus Zarizyn in andere Gebiete Sowjetrusslands versetzt wurde. Die Episode in Zarizyn hatte Snessarew, der weiterhin völlig unpolitisch blieb, jedoch die bleibende Feindschaft von Stalin und Woroschilow eingebracht.

#### Westlicher Militärbezirk
Ab September 1918 erhielt Snessarew die Führung des Westlichen Militärbezirks, der zwischen der Nord- und der Südfront geschaffen wurde, und befehligte dann die rote Westarmee (später 16. Armee, ab März 1919 – Armee der Litauisch-Weißrussischen Sozialistischen Sowjetrepublik), die Belarus und große Teile von Litauen nach dem Rückzug der deutschen Armee Ende 1918, Anfang 1919 besetzte.

### Sowjetische Periode
Vom 24. August 1919 bis zum 25. Juli 1921 war Snessarew der Direktor der Akademie des Generalstabs der „Roten Arbeiter- und Bauernarmee“. Dort sorgte er dafür, dass die bis dahin praktizierte improvisierte kurzfristige Ausbildung in ein fundiertes dreijähriges Studium umgewandelt wurde. Ein großer Teil der an den Fronten des Russischen Bürgerkrieges eingesetzten Kommandeure der Roten Armee wurde auf Initiative Snessarews an die Militärakademie zurückversetzt um ihre Ausbildung zu vervollständigen. Snessarew hielt selbst Vorlesungen über den „Feuerkampf“ und „Moderne Strategie“ und über die „Philosophie des Krieges“, ein Kurs, der zuvor weder an einer Akademie der Kaiserlich-Russischen Armee noch an Militärakademien in anderen Ländern angeboten wurde. 1919 unterstützte Snessarew die Initiative des ehemaligen Generalmajors der Kaiserlich-Russischen Armee Abdulasis Dawletschin, an der Militärakademie eine orientalische Abteilung einzurichten.
Snessarew war an der Gründung des Moskauer Instituts für Orientalistik beteiligt und wurde nach dem Rücktritt von Michail Ossipowitsch Attaja 1921 Rektor des Instituts. Im Jahr 1926 legte er sein Amt als Rektor nieder, um die Fakultät für Indien und Afghanistan zu leiten und Vorlesungen über die Geschichte, Politik, Wirtschaft und Geografie dieser Region zu halten. Im März 1923 wurde Snessarew Leiter der Abteilung für Militärgeographie, von 1924 bis 1926 Professor für Militärluftfahrt und Militärpolitik an der Militärakademie der Roten Armee. Gleichzeitig war er stellvertretender Leiter der Zentralen Militärstatistikabteilung der Direktion für Angelegenheiten des Revolutionären Kriegsrats (1921–1923).
Am 22. Februar 1928 wurde Snessarew mit dem Orden „Held der Arbeit“ für seine langjährigen Verdienste beim Aufbau der Streitkräfte der UdSSR ausgezeichnet. Zu Beginn des Jahres 1930 wurde Professor Snessarew für die Wahl in die Akademie der Wissenschaften der UdSSR nominiert.

### Verhaftung, Lagerhaft und Tod
Im Rahmen des Falls “Frühling”, einer von Stalin angeordneten Säuberungsaktion des OGPU gegen ehemalige Offiziere der Kaiserlich-Russischen Armee, die als Militärspezialisten in der Roten Armee gedient hatten, wurde Snessarew in der Nacht zum 28. Januar 1930 verhaftet. Am 13. August 1930 wurde Snessarew zusammen mit anderen Angeklagten vor das Militärtribunal des OGPU gebracht. Mehr als zehn der Angeklagten, denen vorgeworfen wurde, eine konterrevolutionäre Organisation gegründet und eine Verschwörung geplant zu haben, erhielten die Todesstrafe, unter ihnen auch Snessarew, der wenig später zu 10 Jahre Lagerhaft begnadigt wurde. Danach wurde er jedoch erneut beschuldigt, versucht zu haben, die Sowjetmacht mit Hilfe ausländischer Interventionisten zu stürzen. In diesem Fall wurde Snessarew wiederum zur Todesstrafe verurteilt. Auf Stalins persönlichen Befehl wurde Snessarews zweites Todesurteil erneut in 10 Jahre Strafkolonie umgewandelt. Am 11. Dezember 2006 wurden in der New Yorker Filiale des Auktionshauses Sotheby’s eine kleine an Kliment Woroschilow adressierte handschriftliche Notiz Stalins für 39.000 US-Dollar verkauft. Woroschilow war inzwischen seit 1925 als Volkskommissar (Minister) für Armee und Marine oberster Befehlshaber der Roten Armee und für Snessarews Fall zuständig. Der Text der Notiz lautete:

„Клим! Думаю, что можно было бы заменить Снесареву высшую меру 10-ю годами. И. Сталин“

„Klim! Denke, dass es möglich wäre, die Todesstrafe für Snessarew durch 10 Jahre zu ersetzen. J. Stalin“

Von Oktober 1931 bis November 1932 war Snessarew im Lagerpunkt Waschiny (Swirlag, Oblast Leningrad, in der Nähe von Werchnije Mandrogi) inhaftiert, danach in das Lager auf den Solowezki-Inseln (SLON) verbracht. Im selben Jahr wurde er von dort mit dem letzten Lastkahn in den Lagerpunkt Wegerakscha bei Kem überführt und dort beim Holzfällen eingesetzt. Hier erlitt er im folgenden Jahr einen Schlaganfall. Nach Angaben der sowjetischen Ärztekammer wurde er am 27. September 1934 vorzeitig schwer krank aus der Haft entlassen. Auf dem Heimweg aus dem Lager erlitt Snessarew einen zweiten Schlaganfall und bei seiner Ankunft in Moskau einen dritten und war danach kaum noch ansprechbar. Andrei Snessarew verstarb am 4. Dezember 1937 in einem Moskauer Krankenhaus.

## Militärwissenschaftliche Arbeiten
Prägend für die militärwissenschaftliche Auffassung des Krieges in der Russischen Föderation ist unter anderem Snessarews Monografie „Philosophie des Krieges“, die wiederum in einem direkten Zusammenhang zu den Theorien des preußischen Militärtheoretikers Carl von Clausewitz steht. Snessarew rechtfertigt in dieser Arbeit einen Angriffskrieg wie folgt:

„[...] alle Anstrengungen, Arbeiten und Mühen eines Einzelnen, einer Gruppe, ja sogar des ganzen Volkes die auf die Verteidigung des Staates und Sicherung seines Friedens, ja sogar auf sein rechtmäßiges Wachstum und seine Ausdehnung gerichtet sind, erweisen sich als Handlungen des Rechts, der Zweckmäßigkeit und der Moral. [...]“

### Russisch
- A. Je. Sawinkin u. a.: Afghanische Lehren: Schlussfolgerungen für die Zukunft im Lichte des ideologischen Erbes von A. Je. Snesarew (russisch Афганские уроки: Выводы для будущего в свете идейного наследия А.Е.Снесарева), Verlag der Militäruniversität “Russischer Weg”, Moskau 2003, ISBN 5-85887-133-X.
- A. G. Kawtaradse: Militärspezialisten im Dienste der Sowjetrepublik 1917–1920 (russisch Военные специалисты на службе Республики Советов 1917–1920 гг.) Wissenschaftsverlag, Moskau 1988, ISBN 5-02-008451-4.

### Englisch
- Lester W. Grau (Hrsg.), Michail Gress (Übers.): Afghanistan - Preparing for the Bolshevik Incursion into Afghanistan and Attack on India, 1919–1920. Helion and Company, Solihull 2014, ISBN 978-1-909982-03-1.